# Albert Schumburg
Albert Schumburg (* 19. April 1909 in Kiel; † 16. Januar 1967 in Magdeburg) war ein deutscher Schwimmer und Wasserballspieler.

## Biografie
Albert Schumburg stellte am 17. Mai 1927 mit einer Zeit von 2:46,6 min einen Europarekord über 200 m Rücken auf. Ein Jahr später wurde er mit der 4 × 100-m-Freistilstaffel Deutscher Meister. Bei den Olympischen Sommerspielen 1928 in Amsterdam schied er im Wettkampf über 100 m Rücken im Vorlauf aus. Als Wasserballspieler wurde Schumburg mit dem SC Hellas Magdeburg 1928, 1929, 1930, 1931 und 1933 Deutscher Meister. Zudem gewann er mit der deutschen Nationalmannschaft Silber bei der Europameisterschaft 1931 in Paris. Von Beruf war Schumburg Metzger.